# 임담
임담(林潭, 1596년 ~ 1652년)은 조선의 문신이다. 본관은 나주(羅州), 자는 재숙(載叔), 호는 청구(淸癯). 효종 때 대사헌과 예조판서(禮曹判書)를 지냈다. 시호는 충익(忠翼)이다.

## 생애
1635년(인조 13) 문과에 급제하여 정언이 되었고 이후 지평, 장령, 정언, 수찬, 사간, 교리를 거쳐 경차관으로 민정을 살폈다. 그 뒤에는 부교리, 사간, 교리, 부응교, 문학 등을 하다가 도청으로 청나라에 다녀온 뒤에 1639년에 동부승지가 되면서 당상관에 올랐고 사은부사로 다시 중국에 다녀왔다. 이후 황해도관찰사, 경상도관찰사, 공청도관찰사, 홍청도관찰사, 평안도관찰사 등을 하면서 계속 외직에 있다가 사은부사로 다시 중국에 다녀왔고 1648년에 대사간으로 다시 내직에 들어왔다. 1649년에는 도승지가 되었으며 효종 즉위 후에 김자점 일당을 처벌하는 데에 동참을 했다. 그 공으로 효종 즉위 후 이조참판으로 승진했고, 동지경연사를 겸하다가 곧바로 이조판서로 다시 승진, 곧 대사헌이 되었고 1650년에는 형조판서, 예조판서 등을 지냈다. 이후 대사헌, 예조판서를 하면서 지경연사를 겸하다가 곧 이조판서가 되고 우빈객을 겸했다. 그 뒤에는 우참찬으로 임명되어 수어사, 지의금부사를 겸했고 다시 1652년에 대사헌이 되었다가 예조판서로 입각해서 판의금부사를 겸하고 게다가 좌빈객도 겸하다가 반송사로 청나라에 갔으나 오는 길에 급사했다. 시호는 충익(忠翼)이다.

## 평가
청백리였으며, 김자점의 악행과 귀인 조씨의 악행을 근절시켰고, 효종의 신임을 받았다.